# Station Limoges-Montjovis
Station Limoges-Montjovis is een spoorwegstation in de Franse gemeente Limoges.